# Bauta (Venise)
Pour les articles homonymes, voir Bauta.

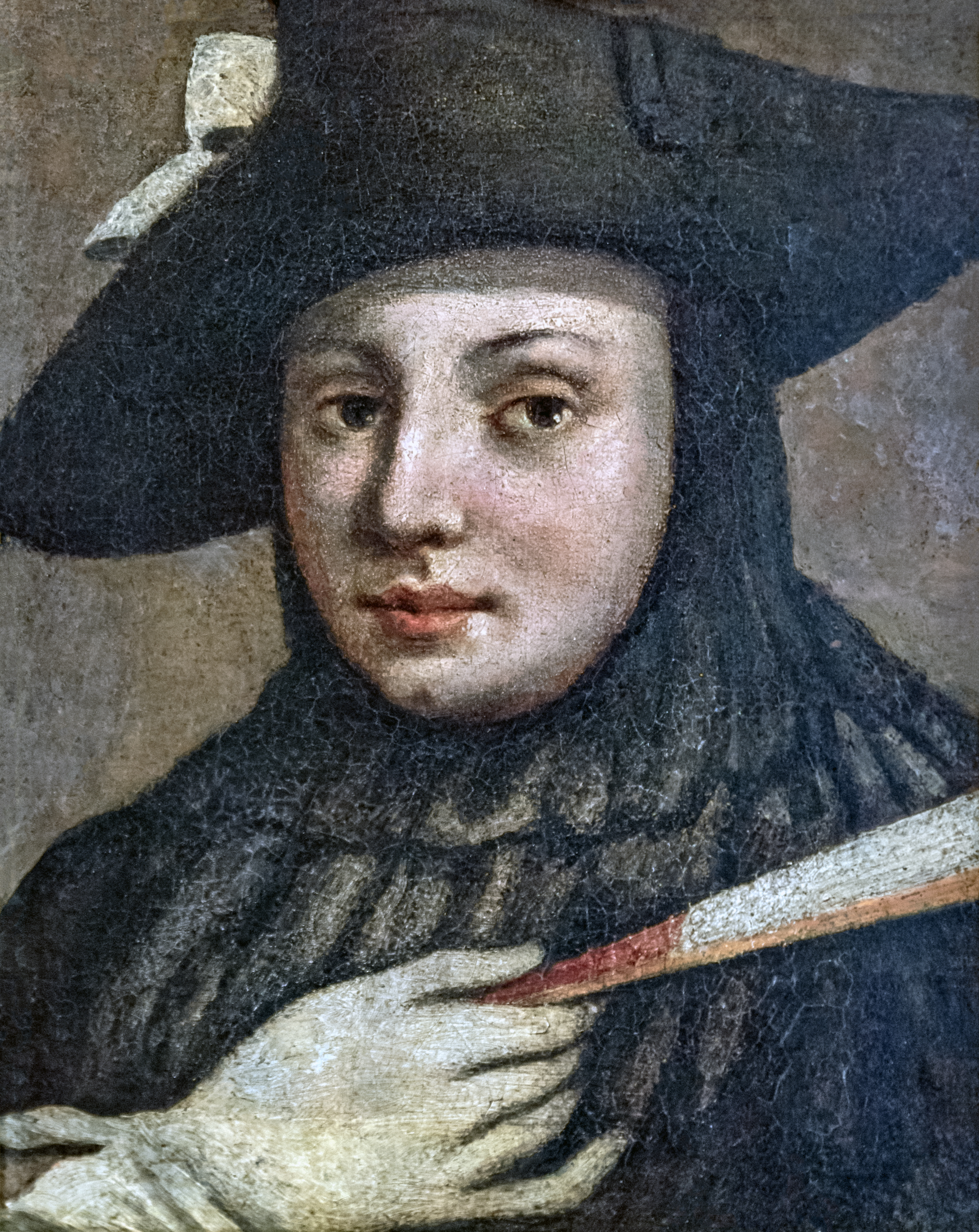
Femme à la Bautta - Alessandro Longhi

La bauta (ou bautta, « bahute » en français) est un masque vénitien faisant idéalement partie d'un ensemble composé d'une capuche de soie ou de dentelle noire. L’ensemble ainsi constitué recouvre le cou et la tête ;  une cape noire (le tabarro), un tricorne noir et un jabot blanc. Le masque en papier mâché d'un aspect  particulier est généralement blanc. Ce masque est en effet de forme quadrangulaire et la partie qui recouvre le bas du visage pointe nettement vers l'avant, ce qui offre assez d'espace pour permettre de boire et de manger sans avoir à le retirer. En outre, cette déformation modifie également la voix, ce qui augmente encore l'anonymat de celui qui le porte. L'ensemble ainsi constitué représente un personnage appelé il Domino, comme on peut le voir sous les traits du compositeur italien Antonio Salieri (F. Murray Abraham) dans le film Amadeus, du réalisateur Milos Forman.
La bauta se décline également dans d'autres teintes que le blanc traditionnel. Il est alors complété d'un costume dit "del settecento", de type "marquis".

## Histoire
La bauta apparut à Venise à partir du XVIIIe siècle. Elle était portée indifféremment par les hommes et par les femmes. Très répandue pendant le  carnaval, elle était aussi utilisée en dehors de cette période, lors de rencontres discrètes. Les peintres vénitiens, notamment Pietro Longhi, Francesco Guardi et Giandomenico Tiepolo, ont souvent représenté des personnages vêtus de la bauta.

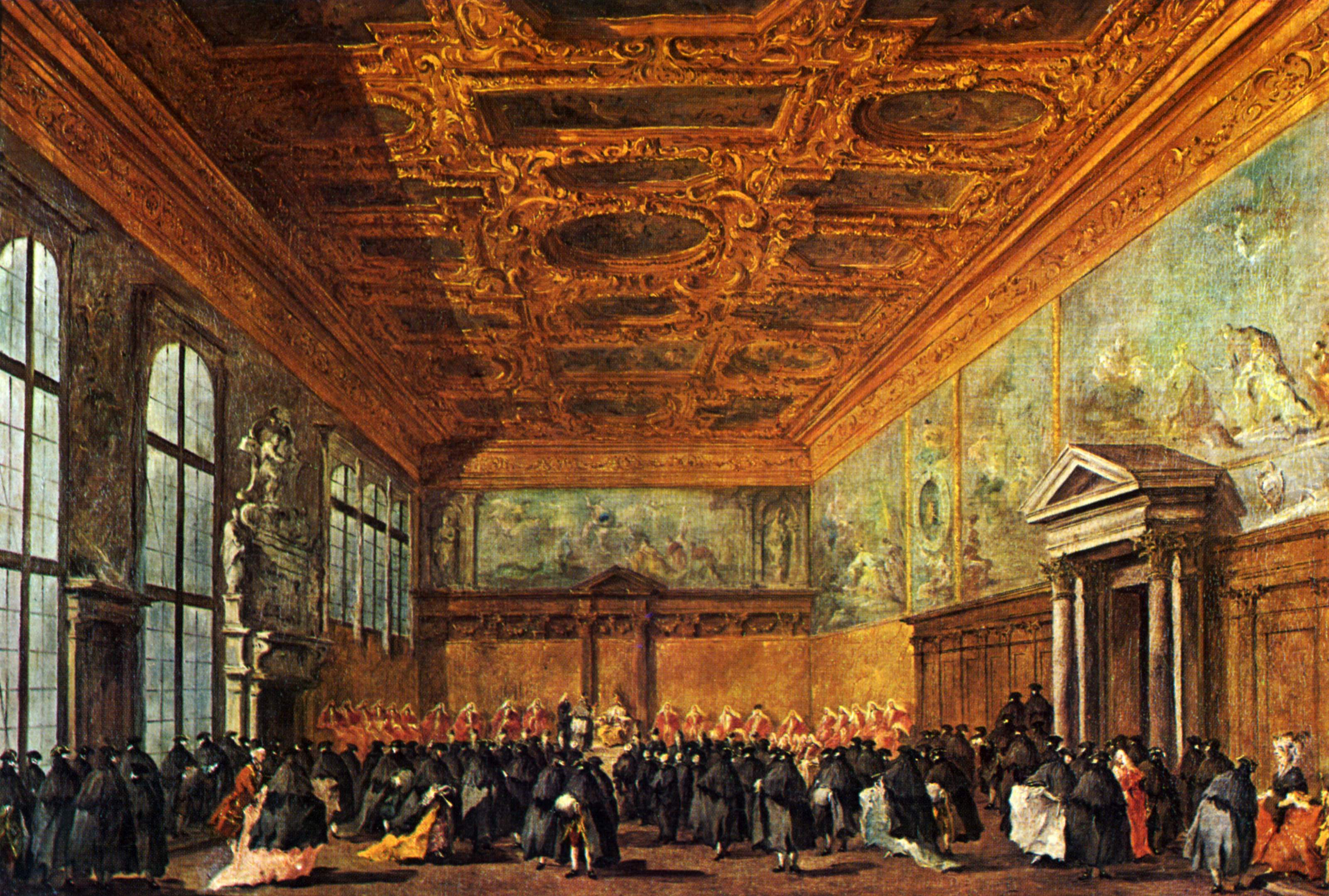
L'Audience du doge au palais ducal, Francesco Guardi, musée du Louvre, Paris.
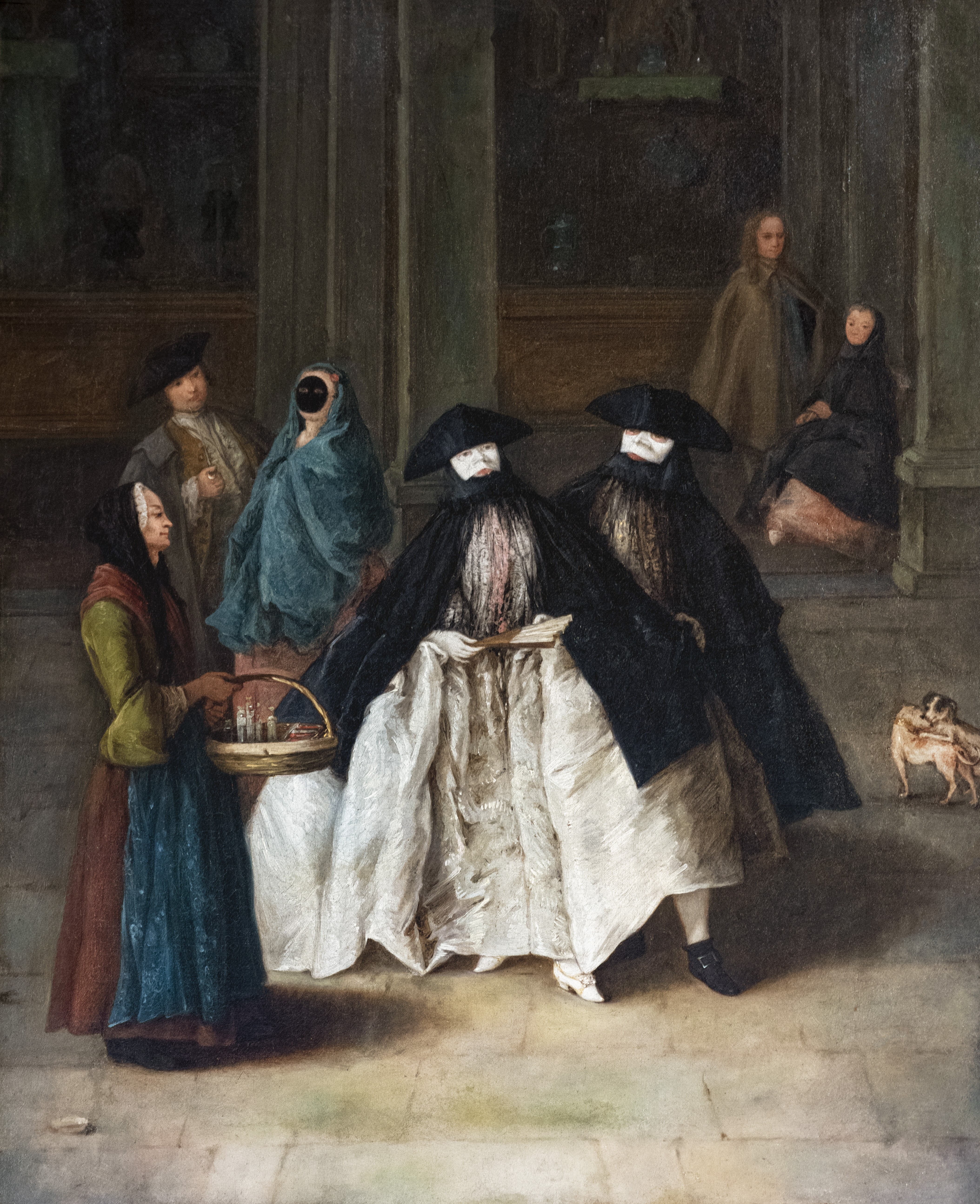
La Venditrice di essenze, Pietro Longhi, Ca' Rezzonico. La femme et l'homme, au centre, portent la bauta.